# Futó Károly
Futó Károly (Budapest, 1925. október 24. – Pilisvörösvár, 2017. november 10.) római katolikus pap, protonotárius, kanonok, érseki tanácsos, nyugalmazott plébános.

## Családja
Apja lakatos, tapétázó, anyja varrónő volt. Angyalföldön, a Kassák Lajos u. 39-ben. Nyolcadmagával élt egy kis lakásban nagy szegénységben. Gyerekkorában a hittantanárai nagy hatással voltak rá, már ekkor eldöntötte, hogy papként fog szolgálni.

## Papi működése
1946-ban lépett be a szemináriumba, 1951. június 17-én szentelte pappá Esztergomban Hamvas Endre szeged-csanádi püspök, aki az esztergomi főegyházmegye ordináriusi feladatait is ellátta Mindszenty bíboros letartóztatása után. A paphiánnyal küzdő Csanádi egyházmegyébe helyezték, mert a szerzetesrendek feloszlatása miatt Budapesten sok pap volt. 1951–60 között Mórahalmon, majd 1962-ig Makó-Újvárosban volt káplán. 1962-ben Budapestre került, hat évig a ferencvárosi plébánián, 1968-tól 1973-ig a Budapest-Rózsafüzér Királynéja plébánián, majd 1974-ig a Terézvárosban szolgált káplánként.
1974 és 1996 között a Budapest-Béke Királynéja lelkészségen tevékenykedett Waigand József mellett. 1996-ban nyugállományba ment, de – rossz egészségi állapota ellenére – ezután is évekig végzett lelkipásztori szolgálatot. Élete utolsó éveit a pilisvörösvári Szent Erzsébet Otthonban töltötte. Magyarszéken, a Sarutlan Karmelita Rend Mindenszentekről nevezett kolostorában temették el.

1978-ban érseki tanácsossá nevezték ki. 2003-tól a Világi Szeretet Misszionáriusainak országos lelki tanácsadójaként szolgált. 2010. november 27-én kanonoki címet kapott. 2009-ben a Pázmány Péter Katolikus Egyetem Információs Technológiai Karán működő Vizuális Műhely portréfilmet készített róla Van egy erősebb akarat... címmel.

## Könyvei
- Szentté kell lennünk! (Szent Gellért Kiadó és Nyomda, 2013.)
- Meghívó a mennyországba! (Szent Gellért Kiadó és Nyomda, 2014.)
- Jézussal a szeretet útján (Szent Gellért Kiadó és Nyomda, 2015.)
- A Szentlélek ajándékai (Sarutlan Karmelita Nővérek 2018.)
- "A KÁRMEL – az egy csodavilág!" (Sarutlan Karmelita Nővérek 2018.)